# Eudor
Eudor (en grec antic: Εὔδωρος) va ser un heroi, fill d'Hermes i de Polimela, la filla de Filant.
El seu avi l'havia criat, i a l'inici de la guerra de Troia va marxar amb Aquil·les acompanyat de cinc esquadrons de mirmídons. Aquil·les el va fer company d'armes de Patrocle quan aquest va combatre sol contra els troians durant la «còlera» de l'heroi. Homer explica que era un corredor molt ràpid i un hàbil guerrer. Va morir a mans de Pirecmes.